# Mob Wives
Mob Wives es un programa de televisión estadounidense transmitido por VH1 desde  de abril de 2017 hasta que marzo de 2016. Presenta las vidas de varias mujeres que residen en el distrito de  Staten Island en la ciudad de Nueva York, cuyos familiares o maridos han sido arrestados y encarcelados por delitos relacionados con la mafia.
Originalmente el programa se centró en Drita D'Avanzo, Carla Facciolo, Karen Gravano, y Renee Graziano. Más tarde incluyó a  Angela "Big Ang" Raiola, Ramona Rizzo, Love Majewski, Alicia DiMichelle Garafalo y Natalie Guercio. Raiola Murió por complicaciones de cáncer de garganta y neumonía el 18 de febrero de 2016, casi un mes antes de que terminase la temporada final.
El éxito del programa trajo consigo varios spin-offs, incluyendo Mob Wives: The Sit Down, Mob Wives Chicago, Big Ang, and Miami Monkey. Un reinicio de la serie ha sido comentado desde diciembre de 2017, D'Avanzo confirmó que no regresaría a una futura temporada.

## Descripción
La idea del programa provino de Jennifer "Jenn" Graziano, hermana del miembro del reparto, Renee Graziano. La segunda temporada se estrenó en enero de 2012, incluyendo a dos nuevos miembros del reparto, Ramona Rizzo y Angela "Big Ang" Raiola. El 9 de mayo de 2012, VH1 anunció que la serie había sido renovada para una tercera temporada. El 12 de agosto de 2012, Renee Graziano twiteó que el rodaje de la tercera temporada estaba en marcha. El 11 de diciembre de 2012 se anunció que la tercera temporada debutaría el 6 de enero de 2013, y presentó por primera vez a Love Majewski. Renee Graziano reveló el 14 de mayo de 2013 que Mob Wives había sido renovada para una cuarta temporada, aunque no había sido anunciado oficialmente por VH1 en ese momento. En una entrevista durante la New York Fashion Week, Ramona Rizzo mencionó que ella, Karen Gravano, y Carla Facciolo no regresarían para la cuarta temporada. La cuarta temporada fue titulada como Mob Wives: New Blood, e incluyó a dos nuevos miembros del reparto, Alicia DiMichele Garofalo y Natalie Guercio. Se estrenó el 5 de diciembre de 2013.
El 19 de febrero de 2014, VH1 anunció la quinta temporada, iniciando su producción en a mediados de 2014. Gravano confirmó a través de numerosos tuits que regresaría para la quinta temporada.En esta se introdujo a Natalie DiDonato, amiga del reparto; Victoria Gotti hizo una aparición especial. Se estrenó el 4 de diciembre de 2014 bajo el nombre de Mob Wives: Trust No One. VH1 anunció en diciembre de 2015, su decisión para finalizar Mob Wives después de la transmisión de la sexta temporada, renombrada a Mob Wives: The Last Stand, también introdujo a dos nuevos miembros del reparto, Brittany Fogarty, hija del gánster John Fogarty, y Marissa Fiore. El 29 de diciembre de 2015, se anunció que la anterior miembro del reparto Majewski realizaría una aparición. El 18 de febrero de 2016, Raiola murió por complicaciones de cáncer y neumonía.

### Duración del reparto
= Miembro del reparto principal
     = Miembro del reparto recurrente
     = Miembro del reparto invitado
     = Miembro del reparto no aparece en esta temporada.
| Miembros del reparto      | Temporadas        | Temporadas        | Temporadas        | Temporadas        | Temporadas        | Temporadas        |
| Miembros del reparto      | 1                 | 2                 | 3                 | 4                 | 5                 | 6                 |
| Reparto principal         | Reparto principal | Reparto principal | Reparto principal | Reparto principal | Reparto principal | Reparto principal |
| ------------------------- | ----------------- | ----------------- | ----------------- | ----------------- | ----------------- | ----------------- |
| Carla Facciolo            |                   |                   |                   |                   |                   |                   |
| Karen Gravano             |                   |                   |                   |                   |                   |                   |
| Drita D'Avanzo            |                   |                   |                   |                   |                   |                   |
| Renee Graziano            |                   |                   |                   |                   |                   |                   |
| Angela Raiola             |                   |                   |                   |                   |                   |                   |
| Ramona Rizzo              |                   |                   |                   |                   |                   |                   |
| Love Majewski             |                   |                   |                   |                   |                   |                   |
| Natalie Guercio           |                   |                   |                   |                   |                   |                   |
| Alicia DiMichele Garofalo |                   |                   |                   |                   |                   |                   |
| Reparto recurrente        |                   |                   |                   |                   |                   |                   |
| Natalie DiDonato          |                   |                   |                   |                   |                   |                   |
| Brittany Fogarty          |                   |                   |                   |                   |                   |                   |
| Marissa Fiore             |                   |                   |                   |                   |                   |                   |

## Episodios
| Temporada | Temporada | Episodios | Transmisión            | Transmisión           |
| Temporada | Temporada | Episodios | Inicio                 | Final                 |
| --------- | --------- | --------- | ---------------------- | --------------------- |
|           | T1        | 11        | 17 de abril de 2011    | 10 de julio de 2011   |
|           | T2        | 19        | 1 de enero de 2012     | 27 de mayo de 2012    |
|           | T3        | 14        | 6 de enero de 2013     | 21 de abril de 2013   |
|           | T4        | 13        | 5 de diciembre de 2013 | 27 de febrero de 2014 |
|           | T5        | 14        | 3 de diciembre de 2014 | 18 de marzo de 2015   |
|           | T6        | 11        | 13 de enero de 2016    | 16 de marzo de 2016   |

## Spin-offs
- Mob Wives: Chicago  - Estrenado el 10 de junio de 2012.
- Big Ang - Protagonizado por Raiola, se estrenó el 8 de julio de 2012.[18][19]
- Miami Monkey - El tercer spin-off de Mob Wives , se estrenó el 8 de septiembre de 2013.

Jennifer Graziano anunció en octubre de 2012 que iniciaría la producción de Mob Wives Miami y Mob Wives Philadelphia, sin embargo, VH1 nunca dio luz verde a ninguno de los dos proyectos.

## Reinicio
Jennifer Graziano, creadora y productora ejecutiva de Mob Wives , declaró en diciembre de 2017 que se estaba trabajando en un reinicio del programa. Drita D'Avanzo, quien protagonizó el programa durante su ejecución original, rechazó la invitación de Graziano para regresar, afirmando que desde entonces ha seguido adelante y quiere explorar otras empresas. Según Graziano, la mayoría del elenco original está dispuesto a regresar, incluida su hermana Renee, quien también protagonizó todas las temporadas del programa. El programa se filmará en la Costa Este y probablemente contará con miembros del elenco tanto originales como nuevos.
Hasta diciembre de 2018, Graziano solo ha insinuado un posible reinicio y desde entonces no se han revelado otros detalles.

## Recepción
La primera temporada de Mob Wives fue bien recibida por algunos críticos de entretenimiento. El crítico de televisión de Entertainment Weekly, Ken Tucker, elogió el programa en su reseña y dijo: "Como alguien que ha visto al menos algunos episodios de todas las versiones de la franquicia de The Real Housewives y siente un poco de náuseas al respecto, no vine a Mob Wives con grandes esperanzas. Pero esta serie de realidad floridamente divertida y vicariamente vicaria ejerce un encanto vulgar ". Notó la fascinación de ver a personas excesivamente maquilladas viviendo en aparente lujo y la autenticidad del drama entre las mujeres. "Por momentos divertidos, espantosos y aterradores, Mob Wives es un reality de televisión de ritmo rápido en su forma más efusivamente consternante ". El crítico de Hollywood Reporter, David Knowles, sintió que el programa era significativamente mejor que el reality show típico. Descubrió el conflicto interno de las mujeres entre su pasado mafioso y su deseo de liberarse de ese estilo de vida para ser la pregunta subyacente de la serie. Knowles señaló que las historias de las mujeres son tan tensas y fascinantes que el efecto de estilo de vigilancia utilizado para presentarlas parecía innecesariamente cliché". Como aprendimos de Los Soprano, las esposas e hijos de los mafiosos pueden ser tan convincentes como los propios gánsteres... En cuanto a esas otras franquicias de The Real Housewives, sus interminables disputas y travesuras de escalada social se vuelven bastante triviales después de ver los primeros cinco minutos del programa."
Algunos críticos de Nueva York se mostraron menos entusiasmados con el programa. En la revisión de David Hinckley del New York Daily News, se quejó del "concepto cansado, es tan malo que debería dormir con peces", y observó que "estas son personas desagradables en un programa imposible de ver". Por otro lado, escribió: "Ahora se podría agregar que si esto es lo que quieres en la televisión, Mob Wives es un buffet libre de todo lo que puedas comer. Imagina a la más enojada de The Real Housewives "acelerada ". Staten Island Advanced: "Comentario de entretenimiento del día" de SILive.com en abril de 2011 decía: "Por interés, solo vimos unos veinte minutos del primer episodio y no pudimos soportar ver el segundo. No sabemos qué tiene de interesante un montón de mujeres de mala vida (la de la foto es un verdadero trabajo) que piensan que los maridos que se van a la cárcel es como pasar un año en la universidad. Apuesto a que sus hijos están muy orgullosos de ellas. Cualquier glorificación de una vida delictiva es patético. Todos merecen la miseria que se les presente ".
El tema de la mafia en el programa también fue una preocupación para algunos no periodistas. El presidente del condado de Staten Island, James Molinaro, declaró; "Lo he visto, es una vergüenza. Pinta a Staten Island y a los italoaestadounidenses con una mala imagen. Es perjudicial porque la gente pensará que esto es de lo que está hecho Staten Island. Soy italiano, y esto es malo para nuestros médicos, nuestros abogados, la gente que vino de Italia para construir su vida ”. UNICO National, un grupo de defensa italiano, dijo que el programa equivale a "televisión basura como Jersey Shore. Espero que muera porque nadie lo ve. Éramos mafiosos y mafiosos con Los Soprano, tontos y bufones con Jersey Shore, y ahora estamos de vuelta donde empezamos.. Gawker.com dijo: "¡Parece una idea terrible para un reality show!. ¿Alguien vería un programa llamado Mass Murderers' Wives?.
Los familiares de las víctimas de asesinato, asesinados por los familiares de los miembros del elenco también están perturbados por el programa. Jackie Colucci, cuyo hermano Joseph fue asesinado por Sammy "The Bull" Gravano en 1970, dijo sobre Karen Gravano : "Ella debería estar avergonzada de que su padre sea un asesino y un traficante de drogas".